# Thürings voetbalkampioenschap 1905/06
In 1905/06 werd het eerste Thürings voetbalkampioenschap gespeeld, dat georganiseerd werd door de Midden-Duitse voetbalbond. De competitie had de status van tweede klasse omdat de teams niet evenwaardig werden bevonden aan de op dat moment sterkere Saksische teams. Hierdoor mocht de kampioen niet deelnemen aan de Midden-Duitse eindronde. 
SC Erfurt 1895 werd de eerste kampioen. 

## 2. Klasse
| Plaats | Club                           | Wed.        | W           | G           | V           | Saldo       | Ptn.        |
| ------ | ------------------------------ | ----------- | ----------- | ----------- | ----------- | ----------- | ----------- |
| 1.     | SC Erfurt 1895                 | 4           | 4           | 0           | 0           | 15:03       | 08:00       |
| 2.     | FC Germania 1899 Mühlhausen    | 4           | 2           | 0           | 2           | 16:09       | 04:04       |
| 3.     | BC 1900 Erfurt                 | 4           | 1           | 1           | 2           | 04:14       | 03:05       |
| 4.     | SC 1903 Weimar                 | 3           | 1           | 0           | 2           | 00:03       | 02:04       |
| 5.     | BC Teutonia 1902 Ilversgehofen | 3           | 0           | 1           | 2           | 03:09       | 01:05       |
| 6.     | SC Erfurt 1895 II              | Uitgesloten | Uitgesloten | Uitgesloten | Uitgesloten | Uitgesloten | Uitgesloten |

Het tweede elftal van Erfurt 1895 werd na protest teruggezet naar de 3. Klasse. 
|  | Kampioen   |
|  | Degradatie |